# بازداشتگاه کهریزک
بازداشتگاه کهریزک نام بازداشتگاهی در شهر سنگ واقع در استان تهران است که در دوران فرماندهی محمدباقر قالیباف بر نیروی انتظامی تأسیس و طی چندین سال در عملیات‌های مختلف از جمله تخریب محله خاک سفید مورد استفاده قرار گرفت. این بازداشتگاه تا میانه تابستان ۱۳۸۸ ناشناخته بود اما در جریان اعتراضات پس از انتخابات ریاست جمهوری شهرت جهانی پیدا کرد.
در ۶ مرداد ۱۳۸۸ پس از آن‌که مرگ محسن روح‌الامینی، فرزند یکی از مقامات حکومتی به انتقادات گسترده انجامید و سید علی خامنه‌ای به دلیل آنچه که «نداشتن استانداردهای لازم برای نگهداری زندانیان» دانست، دستور بستن آن را صادر کرد. هرچند دستگیرشدگان اعلام کردند که این بازداشتگاه تا روزها پس از این اعلام همچنان باز بود. در ۳۰ خرداد ۱۳۹۶، علی‌اکبر حیدری‌فر، دادیار سابق تهران در زمان فاجعه کهریزک، به ۱۵ سال حبس محکوم شد؛ ولی سخن‌گوی قوه قضاییه ۳۱ خرداد اعلام کرد که جرم دادیار حیدری‌فر هیچ ارتباطی به جریان کهریزک ندارد و مربوط به دو فقره اتهام شخصی است.

## تاریخچه
این بازداشتگاه در حدود سال ۱۳۸۰ برای اولین بار در عملیاتی موسوم به «جزیره» با هدف پاکسازی منطقه خاک سفید تهران مورد بهره‌برداری قرار گرفت. وبگاه «فعالان حقوق بشر ایران» می‌نویسد که با توسعه و ساخت و ساز آن پلیس امنیت نیروی انتظامی جمهوری اسلامی ایران و سپاه پاسداران از آن برای نگهداری و شکنجه بعضی از بازداشت‌شدگان نظیر طرح اراذل و اوباش (بخشی از طرح ارتقای امنیت اجتماعی) استفاده کردند.
حشمت‌الله طبرزدی از محمدباقر ذوالقدر جانشین فرمانده کل سپاه پاسداران (که در دولت محمود احمدی‌نژاد جانشین وزیر کشور شد و فرماندهی عالی نیروی انتظامی نیز به فرمان مقام رهبری، به وی سپرده شده‌است) به عنوان در اختیار دارنده این سوله نام برده‌است. اما وبگاه «موج سبز آزادی» پس از تعطیلی این بازداشتگاه به نقل از یک نماینده اصولگرای مجلس مدعی شد حسین فدایی مسئول مستقیم این بازداشتگاه است. در روزهای پس از انتخابات شایعات زیادی در مورد شکنجه زندانیان این بازداشتگاه توسط احمدرضا رادان جانشین فرمانده نیروی انتظامی کشور منتشر شد که رادان و احمدی‌مقدم فرمانده نیروی انتظامی کشور این موضوع را رد کردند.
به گفته «کمیته گزارشگران حقوق بشر» بسیاری از بازداشت شدگان مربوط به اعتراضات گسترده به نتایج انتخابات ریاست جمهوری دهم و سرکوبیهای پس از آن نیز به این مکان برده شده‌اند. پس از خبر کشته شدن محسن روح‌الامینی، فرزند یکی از مشاوران جناح اصول‌گرا در بازداشتگاه‌های حکومتی، و تصمیم مجلس مبنی بر بازدید از زندان‌ها، بازداشتگاه کهریزک در تاریخ ۶ مرداد ۱۳۸۸ به دستور مقام رهبری، رهبر جمهوری اسلامی تعطیل شد. بازدید نمایندگان از بازداشتگاه کهریزک نیز به دلیل تعطیل شدن آن صورت نگرفت.
در مقابل سعید مرتضوی دادستان تهران که به دلیل انتقال زندانیان به این بازداشتگاه و عدم اجرای دستور تعطیلی آن مورد انتقاد واقع شده از وضعیت کهریزک دفاع کرده‌است. او کهریزک را بازداشتگاهی رسمی و قانونی و دارای امکانات لازم معرفی کرده و هرگونه شکنجه و تجاوز در آن را تکذیب می‌کند و حداکثر شکایت زندانیان را این می‌داند که «مثلاً مسئول بند یا زندان‌بان در ورزش اجباری آنان را بسیار اذیت کرده‌است».

## گزارشکمیته گزارشگران حقوق بشر
به‌گفتهٔ «کمیته گزارشگران حقوق بشر» این مکان در سطحی پایین‌تر از زمین قرار دارد و زندانیان در آن نمی‌توانند از حق استفاده از هواخوری استفاده کنند، استفاده از مستراح فقط یکبار در طول روز مجاز است و جیره غذایی زندانیان بسیار کم است. بازداشت شدگان در این مکان در بدو ورود مورد ضرب و شتم قرار می‌گیرند، فضای اختصاصی به هر فرد کمتر از یک متر مربع است.
طبق گزارش تعدادی از زندانیان جریانات اعلام نتایج انتخابات ریاست جمهوری که از این کمپ به زندان قزل‌حصار منتقل شده‌اند، در محدوده یک سالن، ۸ اتاق، ۲ سالن قرنطینه، ۴ سوله فلزی، جمعیتی در حدود ۹۲۰ نفر زندانی بودند که در دو سوله فلزی آن زنان بازداشت شده نگهداری می‌شدند (گنجایش این دو سوله در حدود ۲۰۰ نفر است).

### اظهارات آزاد شدگانطرح امنیت اجتماعی
زندانیان در بدو ورود به کهریزک، برهنه فقط با یک زیرشلواری مجبور بودند روی سنگ و خار و خاشاک و آسفالت سینه خیز بروند و همزمان مورد ضرب و شتم قرار می‌گرفتند یا تا حد ضعف «بشین پاشو» و «کلاغ پر» می‌رفتند.
تعدادی از بازداشت شدگان به دلیل شدت جراحات وارده و شرایط نامناسب نگهداریشان در بازداشتگاه، کشته شدند و نیروهای امنیتی با تهدید خانواده‌های آنان از اعلام اسامی و دادخواهی این خانواده‌ها جلوگیری نمودند. بازداشت شدگان که از زمان بازداشت تا روز تولد فاطمه زهرا حق استفاده از حمام را نداشتند، در این مدت به بیماری‌هایی نظیر شپش مبتلا شدند.
سوله کهریزک در این زمان فاقد آب، تهویه، وسایل گرم‌کننده و خنک‌کننده، هرگونه کف پوش، موکت و تخت خواب، نور کافی، سرویس بهداشتی قابل استفاده و حمام بوده‌است. کمپ کهریزک تا سه ماه آب لوله‌کشی نداشت و زندانیان تا سه ماه حق نداشتند برای دستشویی از آب استفاده کنند. آب فقط به شرط کتک و کابل خوردن به آنها داده می‌شد. تا یک ماه اول آب را از گالن‌های گازوئیل می‌خوردند که موجب تهوع و استفراغ می‌شد. در دو ماه اول، هر زندانی می‌توانست فقط در ساعتهای ۱۰ صبح و ۱۰ شب ۳ دقیقه از دستشویی استفاده کند و به شرط کتک خوردن و سینه خیز رفتن، از آب استفاده کند. البته در ۲۰ روز اول در را باز نمی‌کردند و بازداشتی‌ها مجبور بودند همان‌جا که زندگی می‌کنند جلوی هم ادرار و مدفوع کنند، بعد از ۲۰ روز که در را باز کردند کف سوله را با آب فشار قوی شستند.
غذا دو وعده در ساعت ۱۶:۳۰ و ۲۱:۳۰ میان زندانیان پرتاب می‌شد که شامل یک چهارم نان لواش و یک سیب زمینی بسیار کوچک (تقریباً ۵۰ گرمی برای هر نفر) بود. گاهی افرادی که ضعیفتر بودند و تاکنون این مکانها را ندیده بودند را وادار می‌کردند برای دریافت غذا چهار دست و پا مثل سگ واق واق کنند و سیب زمینی را با دندان از روی زمین بردارند. در اثر سوءتغذیه به زودی زندانیان چنان وضعی پیدا کردند که با هر ضرب و شتم کوچکی بیهوش می‌شدند و بیشترشان یک سوم تا نصف وزن خود را از دست دادند. زندانیان کهریزک که اکنون به زندانهای دیگر منتقل شده‌اند هنوز به شرایط عادی برنگشته‌اند و به انواع بیماریهای گوارشی مبتلا هستند. در کهریزک کمتر از نیم متر جا برای هر کسی بود و زندانیان گاهی مجبور بودند نوبتی بخوابند
ضرب و شتم زندانیان با باتوم، کابل، سیم‌های برق بافته شده و شوک الکتریکی انجام می‌شد. دست و پای آنها را به صورت کمانی و قپانی می‌بستند و کتک می‌زدند. گاهی هم با دست و پای بسته آنها را تاب داده و پرت می‌کردند. گاهی هم دستها و پاهای زندانیان را به همدیگر می‌بستند. گاهی کف پای زندانیان را می‌زدند و سپس مجبورشان می‌کردند روی پاهای ملتهب خود راه بروند. گاهی برای تحقیر و وحشت، عورت آنها را جلوی دیگر زندانیان نشان داده و با باتوم و شیشه به آنها تجاوز می‌کردند و در صورتی که زندانی می‌پذیرفت تا فحشهای بسیار رکیکی به خود دهد، شکنجه متوقف می‌شد. گاهی زندانیان به تخت سربازان بسته می‌شدند و دیگران باید روی آنها ادرار می‌کردند. بسیاری از زندانیان دچار مشکلات روحی روانی شدند و ۳ نفر تا ۳۰/۶/۸۶ کشته شدند. کسانی که دست و پایشان می‌شکست به بیمارستان برده نمی‌شدند زیرا از بیمارستان سجاد فقط برای موارد منجر به مرگ استفاده می‌شد و شکستگی دست و پا مورد اورژانسی محسوب نمی‌شد که بسیاری از این شکستگیها به‌طور کج جوش خورده‌است. از سه قلاده سوسمار نیز برای آزار بازداشتی‌ها استفاده می‌شد.

## اظهارات بازداشت شدگان مرتبط بااعتراضات به انتخابات ریاست جمهوری دهم
محسن روح‌الامینی، محمد کامرانی و امیر جوادی‌فر از جمله دستگیرشدگان تظاهرات جنبش سبز در ۱۸ تیر ۱۳۸۸ بودند که پس از بازداشت به بازداشتگاه کهریزک انتقال داده و کشته شدند.
رامین قهرمانی نیز از دیگر کشته شدگان این بازداشتگاه است.
شاهدان عینی و بازداشتی‌های آزاد شده از کهریزک، وضعیت این بازداشتگاه غیرقانونی را این‌گونه توصیف می‌کنند:
در یک سولهٔ ۲۰۰ متری بدون وجود دستگاه‌های تهویهٔ هوا، چندین معتاد کراکی که امیدی به زنده ماندن آنها نیست و بدن‌هایشان کرم گرفته، دراز به دراز بر روی زمین افتاده‌اند؛ و در کنار آنها، بازداشت شدگان نگهداری می‌شوند. بازداشت‌شده‌ها حدود ۱۰۰ نفرند که به این محیط غیر بهداشتی با هوای نامطبوع منتقل شده‌اند. آنها صف می‌کشند تا بتوانند از زیر در، ولو برای دقیقه‌ای از هوای بیرون تنفس کنند.
یکی از بازداشتی‌ها در اثر برخورد باتوم به سرش، کم‌کم بینایی خود را از دست داد؛ ولی با وجود اطلاع شکنجه‌گران کهریزک از وضعیت وی، او را از این محل غیر بهداشتی خارج نکردند. دو روز قبل از آزادی، بازداشت‌شده‌ها به اوین منتقل می‌شوند و فردی که بینایی خود را از دست داده بود، در اتوبوسی که به سمت اوین در حرکت بود، بر روی پای یکی دیگر از بازداشت شدگان جان می‌سپارد. از دیگر شکنجه‌ها در کهریزک آن است که بدن‌ها را خیس می‌کنند و بعد با شلنگ و سیم، بازداشت‌شده‌ها را کتک می‌زنند تا درد تا عمق جان آنها نفوذ کند.
به نقل از یکی دیگر از آزاد شدگان جمعیت زیادی را که مورد ضرب و شتم شدید قرار گرفته‌اند در محیط بسته‌ای بدون تهویه و در تاریکی مطلق قرار می‌دهند. این شخص عنوان کرده‌است که در مدت بازداشت وی چهار زندانی فوت شده‌اند. هم چنین یکی از زندانیان زن بازداشتگاه کهریزک در خرداد ۱۳۹۰ در ویدئویی عنوان کرد که در بازداشتگاه کهریزک مورد آزار جنسی قرار گرفته‌است.
جبهه مشارکت ایران اسلامی در بیانیه‌ای در تشریح بخشی از آنچه که در بازداشتگاه‌های جمهوری اسلامی علیه بازداشت‌شدگان انجام می‌شود، آورده‌است که در برخی موارد بازداشت‌شدگان «با کتک و شلاق در صف‌های منظم حتی مجبور به فحاشی به خود و ناموس خود نیز می‌شدند یا روی بدن آنها بنزین ریخته و ساعت‌ها در هوای گرم تابستانی در زیر آفتاب نگه می‌داشتند یا مجبور به لیس زدن کاسه توالت کلانتری شده‌اند.»
مهدی کروبی نیز پس از نوشتن نامه‌ای در ارتباط با شکنجه بازداشت شدگان پس از انتخابات به هاشمی رفسنجانی، با ارائه مستنداتی نظیر فیلم، CD، نظرات پزشکان و اسناد گواهی پزشکی قانونی از بازداشت شدگان آسیب دیده پس از انتخابات به صادق لاریجانی رئیس قوه قضاییه، خواستار تشکیل کمیته‌ای ویژه جهت رسیدگی به تخلفات صورت گرفته پس از انتخابات در زندانهای ایران به ویژه بازداشتگاه کهریزک شد. او هم چنین از ملاقات یکی از بازداشت شدگان آسیب دیده پس از انتخابات با علی مطهری خبر داد.
محمد داوری روزنامه‌نگار و سردبیر سایت سحام نیوز (سایت رسمی حزب اعتماد ملی) به همراه محمدحسین سهرابی راد عضو ستاد انتخاباتی مهدی کروبی و مهدی محمودیان نیز از افشا کنندگان کشتار و شکنجه‌های بازداشتگاه کهریزک بودند که پس از انتخابات ریاست جمهوری دهم ایران دستگیر و زندانی شدند. این در حالی است که پنجاه و هفت تن از نمایندگان مجلس به دنبال گزارش کمیته حقیقت یاب در نامه‌ای خطاب به رؤسای دو قوه مجریه و قضائیه، خواستار برخورد جدی و بدون ملاحظه با عاملان و مسببین حوادث بازداشتگاه کهریزک به ویژه سعید مرتضوی دادستان وقت تهران شده بودند.

## جانباختگان در بازداشتگاه کهریزک
- محسن روح‌الامینی
- محمد کامرانی
- امیر جوادی‌فر
- رامین قهرمانی
- احمد نجاتی کارگر

## ادعای تعطیل کردن
چند روز پس از خبر کشته شدن محسن روح‌الامینی، فرزند یکی از مشاوران جناح اصول‌گرا، زیر شکنجه در بازداشتگاه‌های حکومتی، و تصمیم مجلس مبنی بر بازدید از زندان‌ها، بازداشتگاه کهریزک در تاریخ ۶ مرداد ۱۳۸۸ به دستور مقام رهبری، رهبر جمهوری اسلامی تعطیل شد. «استاندارد» نبودن این بازداشتگاه و نداشتن شرایط لازم برای «حفظ حقوق بازداشت‌شدگان» از دلایل تعطیلی آن ذکر شده‌است. درحالی‌که بیش از دو سال با همین وضعیت مورد استفاده قرار گرفته و پیش از این مورد انتقاد بود. درحالی‌که قرار بود نمایندگان مجلس شورای اسلامی از زندانها بازدید کنند، بازدید نمایندگان از بازداشتگاه کهریزک به دلیل تعطیل شدن آن احتمالاً صورت نخواهد گرفت و در نتیجه، به نظر نمی‌رسد که اطلاعات بیشتری در مورد آن در دسترس مجلس قرار گیرد. اگر چه پس از آن نیز اخباری مبتنی بر عدم تعطیلی کامل بازداشتگاه کهریزک از سوی رسانه‌ها منتشر شد.
آیت‌الله منتظری تعطیلی این بازداشتگاه را اغفال مردم دانست و گفت نمی‌توان با تعطیلی یک بازداشتگاه، «تمام گناه را به گردن یک ساختمان» انداخت. علی مطهری نماینده تهران در مجلس نیز گفت که مهم‌تر از بستن این بازداشتگاه پیگرد عوامل شکنجه است. مهدی کروبی نامزد دهمین انتخابات ریاست جمهوری طی نامه‌ای به هاشمی رفسنجانی گفت که دلیل تعطیل شدن این بازداشتگاه تجاوز و آزار جنسی به پسران و دختران است و خواستار پیگیری این مسئله شد.

## تأیید شکنجه در تلویزیون حکومتی
چند ماه پس از انتشار گزارش‌ها و مصاحبه‌های گسترده پیرامون شکنجه‌های صورت گرفته در این بازداشتگاه در ۱۵ شهریور صداوسیمای حکومت ایران با انتشار گزارشی به رخداد شکنجه در چند مورد در این بازداشتگاه اعتراف کرد.

## ترور و مرگ مشکوک پزشکان وظیفه بازداشتگاه
رامین پوراندرجانی پزشکی که دوران خدمت وظیفه خود را در این بازداشتگاه می‌گذرانده‌است در ۱۹ آبان ۱۳۸۸ درگذشت. وی پس از رسوایی شکنجه در کهریزک و مرگ چند تن از زندانیان خصوصاً محسن روح الامینی به قصور در انجام وظایف متهم و بازجویی شده بود. مقامات حکومتی علت مرگ وی را مسمومیت دارویی و فرمانده پلیس خودکشی عنوان کرد، اما خانواده وی این موضوع را به شدت تکذیب کرده و رسانه‌های نزدیک به جنبش سبز معتقد به قتل وی بودند.

سایت موج سبز آزادی در گزارشی نوشت که علت مرگ وی شهادت در دادگاه علیه مجریان کهریزک بوده‌است. او پس از دیدار و ارائه اطلاعاتی پیرامون جزئیات شکنجه‌ها و عوامل آن در کهریزک نگران جان خود بوده‌است. به نوشته این سایت او در کمیته ویژه مجلس گفته بود:
محسن را با وضعیت اسفباری بعد از شکنجه‌های جسمی شدید دو روز قبل از مرگش نزد من آورده بودند. حال جسمی او بسیار وخیم بود و امکانات پزشکی من هم بسیار محدود، ولی آنچه توانستم برای نجات وی کردم. در همان زمان بود که از سوی مسوولان کهریزک تهدید شدم که در صورت توضیح علت جراحت‌های وارده بر مجروحان کهریزک از ادامه زندگی باز خواهم ماند.
مسئولان نیروی انتظامی در ابتدا ادعا کرده بودند که روح الامینی بر اثر مننژیت در گذشته‌است، دروغی که از سوی سایر سازمانهای مسئول نیز رد شد.
مسئولان همچنین از کالبد شکافی جسد وی نیز جلوگیری کردند که شائبه قتل وی را قوت می‌بخشد.
عبدالرضا سودبخش پزشک دیگری بود که در ۳۰ شهریور ۱۳۸۹ در تهران به ضرب گلوله ترور شد. گفته می‌شود او نیز از پزشکان مرتبط با بازداشتگاه کهریزک بود که قربانیان تجاوز را معاینه کرده بود و برای اعلام مننژیت به عنوان دلیل مرگ کشته شدگان بازداشتگاه مورد فشار قرار گرفته بود.

## انتشار نامه‌ای پیرامون راه اندازی مجدد بازداشتگاه با نام جدید
در اردیبهشت ۱۳۸۹ مهدی خزعلی در نامه‌ای خطاب به لاریجانی رئیس وقت قوه قضائیه پیرامون احتمال راه‌اندازی مجدد این بازداشتگاه با نا مستعار سروش ۱۱۱ اعتراض کرده و خواستار بررسی این موضوع شد. وی به سایت جرس گفت که خبر راه اندازی مجدد این بازداشتگاه و نگهداری عده‌ای از دستگیرشدگان در این مکان را از یکی از مقامات بلندپایه قوه قضائیه شنیده‌است.

## اشاره در گزارش سالانه عفو بین‌الملل
در گزارش سالانه عفو بین‌الملل در سال ۲۰۱۰ به بازداشتگاه کهریزک به عنوان تنها مرکزی که اتهامات شکنجه در آن مورد تحقیقات رسمی گرفته اشاره شده‌است.

## دادگاه
دادگاهی برای بررسی پرونده این بازداشتگاه زیر نظر قاضی محمد مصدق در سازمان قضایی نیروهای مسلح ایران و با جلساتی غیر علنی تشکیل شد. ۱۲ نفر از رده‌های مختلف نظامی نظیر سرتیپ و سرهنگ از متهمان در این دادگاه بودند. که با برگزاری هشت جلسه تا تاریخ ۱۷ خرداد ۱۳۸۹، به کار خود پایان داد و در تاریخ ۹ تیر ۱۳۸۹، حکم دادگاه مبنی بر قصاص دو متهم، حبس، پرداخت دیه و جزای نقدی، انفصال موقت از خدمت و تحمل شلاق برای ۹ تن دیگر و تبرئه یکی از متهمان صادر شد.
در پی صدور این حکم مادر محسن روح‌الامینی خواستار محاکمه آمران این حادثه شد.

## اعترافات احمدی مقدم
سردار احمدی مقدم، فرمانده وقت نیروی انتظامی گفت: «ما در برابر این حادثه زبانی جز عذرخواهی نداریم و تنها قادر به جبران بخشی از آثار تلخ آن هستیم.»

### نقش قاضی سعید مرتضوی
احمدی مقدم دربارهٔ نقش مرتضوی در حادثه کهریزک گفت:
تاکنون در هیچ محفلی عنوان نکرده‌ام که صبح روز جمعه جلسه‌ای پیرامون اتفاقات آن زمان برگزار شد و آقای مرتضوی اصرار داشت که افراد دستگیرشده به کهریزک منتقل شوند. من مخالفتم را به صراحت اعلام کردم و گفتم آنجا نه تنها جا نداریم، بلکه آن مکان جای خطرناکی است. اما مرتضوی اصرار داشت که این افراد دستگیرشده چاقو، قمه و زنجیر داشته‌اند و از همین حیث اراذل و اوباش محسوب می‌شوند که من در آن جلسه عنوان کردم که ضبط کنید و بنویسید که من مخالف هستم و مخالفت ناجا نیز ثبت شد.